# Johan Widerberg
Johan Olof Widerberg (Stoccolma, 16 marzo 1974) è un attore svedese, in attività sin da quando era un bambino.
Figlio d'arte (suo padre era il regista Bo Widerberg), ha preso parte ad una trentina di differenti produzioni, tra cinema e televisione.
Tra i suoi ruoli principali, figurano quello di Didrik Reng nella serie televisiva Ebba och Didrik (1990), quello di Stig nel film nominato al premio Oscar Passioni proibite (Lust och fägring stor; film in cui è il co-protagonista insieme a Marika Lagercrantz) e quello di Erik Jonsson nel film Sotto il sole (Under solen, 1998).
È il fratello dell'attrice Nina Widerberg..

## Filmografia parziale

### Cinema
- L'uomo sul tetto (1976) - ruolo: figlio di Kollberg (non accreditato)
- Rött och svart (1980)
- Mannen från Mallorca (1984) - figlio di Johansson (non accreditato)
- Ormens väg på hälleberget (1986) - Jani da bambino
- Nordexpressen (1992) - Håkan Niklasson
- Passioni proibite (Lust och fägring stor), regia di Bo Widerberg (1995) - Stig
- Christmas Oratorio - Oratorio di Natale (1996) - Sidner Nordensson
- Selma & Johanna - En roadmovie (1997)
- Lithivm (1998) - Martin
- Sotto il sole (Under solen), regia di Colin Nutley (1998) - Erik Jonsson
- På fremmed mark (2000) - Kurt Cobain
- Gossip (2000) - Alexander
- Ocean's Twelve, regia di Steven Soderbergh (2004) - Johan
- Så olika (2009)
- Happy End, regia di Björn Runge (2011) - Asger
- La spia (Spionen), regia di Jens Jønsson (2019)

### Televisione
- Ebba och Didrik - serie TV (1990) - ruolo: Didrik Reng
- Rosenbaum - miniserie TV, 1 episodio (1991) - Rolf Karlström
- På öppen gata - film TV (1991)
- Rapport till himlen - miniserie TV (1994)
- Radioskugga - serie TV, 1 episodio (1995)
- Herr von Hancken - miniserie TV - Benjamin Carlander
- Norrmalmstorg - film TV (2003)
- Odjuret - film TV (2012)
- Allt faller - serie TV (2013) - impresario delle pompe funebri

### Sceneggiatore
- En pilgrims död, regia di Kristoffer Nyholm e Kristian Petri – miniserie TV, 4 episodi (2013)

## Teatro
- Det är från polisen (1995)[2][9]
- Il ritratto di Dorian Gray di Oscar Wilde, Malmö Dramatiska Teater (2001-2002)[1][2][3][9]

## Premi
- 1996: premio al Festival del cinema di Rouen per il ruolo di Stig in Passioni proibite[2]
- 1996: nomination al Guldbagge come miglior attore protagonista per il ruolo di Stig in Passioni proibite
- 1999: nomination al Guldbagge come miglior attore non protagonista per il ruolo di Erik Jonsson in Sotto il sole
- 1999: eletto una delle "shootings stars" cinematografiche europee dalla European Film Promotion[3]
- 2012: nomination al Guldbagge come miglior attore non protagonista per il ruolo di Asger in Happy End

## Doppiatori italiani
Nelle versioni in italiano dei suoi film, Johan Widerberg è stato doppiato da:
- David Chevalier in Sotto il sole[10]
- Raffaele Palmieri in La spia